# 井草
井草（いぐさ）は、東京都杉並区の地名。現行行政地名は井草一丁目から井草五丁目。住居表示実施済み区域である。

## 地理
東京都杉並区の最北部、西武新宿線以北の地域にあたり、練馬区・中野区と隣接する。東西に走る西武新宿線を底辺とする台形状の町域を持つ。西側の斜辺に相当するのが、上井草駅北側から八成橋交差点までの千川通りであり、これを境界として練馬区下石神井に接している。八成橋交差点以東の区界は道路を離れて住宅地内を走っており、練馬区側は富士見台・南田中となっている。東側の斜辺は杉並区と中野区の区界であり、中野区側は上鷺宮・鷺宮である。また、南側は杉並区下井草・上井草となる。井草は東から西へ一丁目から五丁目に区分されており、主に住宅地として利用される。
南北に環八通り（井荻トンネル）、東西に新青梅街道が貫いており、両者は町域中心部の井草三丁目交差点で交わっている。北端の八成橋交差点付近では、上井草駅方向から東北に向かう千川通り・井荻駅付近から北上する環八通り・下井草駅付近から西北に向かう旧早稲田通りが交錯している。町域南部にはかつて井草川が流れていたが、現在は暗渠化されている。

### 地価
住宅地の地価は、2025年（令和7年）1月1日の公示地価によれば、井草1-19-24の地点で47万4000円/m2、井草5-12-14の地点で46万7000円/m2となっている。

## 歴史
中世から近世までは現在の杉並区北部の広い範囲を指した。

### 地名の由来
「井草」という地名の由来には諸説がある。
- 善福寺池、妙正寺池周辺の低湿地で、藺草が生えていたことから[6]。
- 池の草と呼ばれた葦がたくさん生え茂っていたので、池の草→葦草（いぐさ）から[6]。
- 善福寺池と妙正寺池との間の草原にあるため、池（井）と草原の草から[6]。
- この地を開拓した長左衛門という人物が井口姓を名乗り、「草分け長左衛門」と呼ばれたことから[7]。

### 中世・江戸時代の「井草」
「井草」はもともと、現在の杉並区北部一帯を指す地名であった。中世、武蔵国多摩郡に属する井草村の範囲は、現在の井草・上井草・下井草をはじめ、今川・善福寺・桃井・清水の全域、上荻・西荻北の一部に及ぶ。善福寺一丁目にある井草八幡宮は、「井草」の地名がより広い地域を指していた当時の名残である。
徳川家康が江戸に入部すると、板倉重宗や井上正利が井草村の領主となった。
1645年、井草村は旗本今川直房の所領となり、幕末まで今川氏の知行地となった。1649年に観泉寺（現・今川二丁目）に与えられた朱印状に「上井草村」と記されていることから、この時期までに井草村は上井草村・下井草村と東西に二分されたとみられる。江戸時代には上下井草村を合わせて「井草村」と称したり、下井草村を単独で「井草村」と称したりすることもあった。現在の井草は、江戸時代における下井草村の一部にあたる。

### 現代
1963年9月1日、住居表示の実施に伴い、現在の井草一丁目から五丁目が編成された。旧町名では、八成町・正保町・矢頭町・住吉町・上井草町（一部）にあたる。井草は、杉並区内でもっとも早く住居表示が実施された地域である。
井草四丁目の環八通りそばに、旧通産省機械技術研究所跡地を利用して、1996年に井草森公園（いぐさもりこうえん）が開園した。これに隣接して、同年に不燃ゴミ圧縮施設杉並中継所（通称：杉並中継所）というゴミの処理施設が作られた。この施設が作られた頃から井草など近隣の住民がのどや目に痛みを訴える、いわゆる「杉並病」が認められるようになり、マスコミに大きく取り上げられ社会問題となった。杉並中継所は、2009年3月31日に廃止された。

## 世帯数と人口
2025年（令和7年）3月1日現在（杉並区発表）の世帯数と人口は以下の通りである。
| 丁目       | 世帯数    | 人口     |
| ---------- | --------- | -------- |
| 井草一丁目 | 2,646世帯 | 4,748人  |
| 井草二丁目 | 3,020世帯 | 6,040人  |
| 井草三丁目 | 1,721世帯 | 2,803人  |
| 井草四丁目 | 1,262世帯 | 2,022人  |
| 井草五丁目 | 1,151世帯 | 2,005人  |
| 計         | 9,800世帯 | 17,618人 |

### 人口の変遷
国勢調査による人口の推移。
| 年                 | 人口   |
| ------------------ | ------ |
| 1995年（平成7年）  | 13,386 |
| 2000年（平成12年） | 13,834 |
| 2005年（平成17年） | 13,433 |
| 2010年（平成22年） | 16,226 |
| 2015年（平成27年） | 16,505 |
| 2020年（令和2年）  | 17,284 |

### 世帯数の変遷
国勢調査による世帯数の推移。
| 年                 | 世帯数 |
| ------------------ | ------ |
| 1995年（平成7年）  | 6,251  |
| 2000年（平成12年） | 6,957  |
| 2005年（平成17年） | 7,130  |
| 2010年（平成22年） | 8,408  |
| 2015年（平成27年） | 8,607  |
| 2020年（令和2年）  | 9,262  |

## 学区
区立小・中学校に通う場合、学区は以下の通りとなる（2016年1月時点）。
| 丁目       | 番地                          | 小学校             | 中学校             |
| ---------- | ----------------------------- | ------------------ | ------------------ |
| 井草一丁目 | 全域                          | 杉並区立八成小学校 | 杉並区立中瀬中学校 |
| 井草二丁目 | 全域                          | 杉並区立八成小学校 | 杉並区立中瀬中学校 |
| 井草三丁目 | 1番 5～15番 18～22番 25～31番 | 杉並区立八成小学校 | 杉並区立中瀬中学校 |
| 井草三丁目 | 2〜4番 16〜17番 23〜24番 32番 | 杉並区立八成小学校 | 杉並区立井草中学校 |
| 井草四丁目 | 17～22番                      | 杉並区立八成小学校 | 杉並区立井草中学校 |
| 井草四丁目 | 1〜16番                       | 杉並区立四宮小学校 | 杉並区立井草中学校 |
| 井草五丁目 | 全域                          | 杉並区立四宮小学校 | 杉並区立井草中学校 |

## 交通

### 鉄道
| 隣接地域で利用可能駅                                           | バス利用で利用可能駅 |
| -------------------------------------------------------------- | --- |
| 西武新宿線 - 下井草駅(SS 10) - 井荻駅(SS 11) - 上井草駅(SS 12) | 西武池袋線 - 練馬高野台駅(SI 10) - 石神井公園駅(SI 10) JR中央線 JR中央・総武線各駅停車 東京メトロ丸ノ内線 - 荻窪駅(JC 09)(JB 04)(M 01) JR中央線 JR中央・総武線各駅停車 - 阿佐ケ谷駅(JC 08)(JB 05) |

- エイトライナー ｰｰｰ 同地区を対象とした路線構想

町域南側には、西武新宿線下井草駅・井荻駅・上井草駅の各駅があり、東から順にほぼ1km間隔で並んでいる（各駅とも住所は町域外）。町域東部では下井草駅、中部では井荻駅、西部では上井草駅がそれぞれ最寄駅として利用されている。
また、中央線の荻窪駅へバス移動・自転車移動している利用者も見受けられる。

## 事業所
2021年（令和3年）現在の経済センサス調査による事業所数と従業員数は以下の通りである。
| 丁目       | 事業所数  | 従業員数 |
| ---------- | --------- | -------- |
| 井草一丁目 | 141事業所 | 902人    |
| 井草二丁目 | 92事業所  | 599人    |
| 井草三丁目 | 93事業所  | 1,114人  |
| 井草四丁目 | 52事業所  | 926人    |
| 井草五丁目 | 68事業所  | 739人    |
| 計         | 446事業所 | 4,280人  |

### 事業者数の変遷
経済センサスによる事業所数の推移。
| 年                 | 事業者数 |
| ------------------ | -------- |
| 2016年（平成28年） | 426      |
| 2021年（令和3年）  | 446      |

### 従業員数の変遷
経済センサスによる従業員数の推移。
| 年                 | 従業員数 |
| ------------------ | -------- |
| 2016年（平成28年） | 4,328    |
| 2021年（令和3年）  | 4,280    |

## 施設
- 井草森公園（四丁目）
- 井草観音堂（一丁目）
- 杉並区立八成小学校（二丁目）
- カトリック下井草教会（二丁目）

## その他

### 日本郵便
- 郵便番号 : 167-0021[3]（集配局 : 荻窪郵便局[18]）。